# Служба за публикации
Службата за публикации на Европейския съюз (или накратко Служба за публикации) е междуинституционална служба, която има за цел да осигурява издаването на публикациите на институциите на Европейските общности и на Европейския съюз (EC) при най-добрите възможни условия – Решение 2009/496/ЕО, Евратом.
Службата за публикации ежедневно издава Официален вестник на Европейския съюз на 22 или 23 езика (а на ирландски, когато това се изисква) – това е уникално явление в издателската дейност.
Тя е издател или съиздател на публикации в контекста на комуникационните дейности на институциите.
Също така Службата за публикации предлага редица онлайн услуги, които предоставят свободен достъп до законодателството на ЕС (EUR-Lex), публикациите на ЕС (EU Bookshop), обществените поръчки на ЕС (TED) и научноизследователската и развойна дейност на ЕС (CORDIS) .